# Pommeau du Maine
Pour les articles homonymes, voir pommeau.

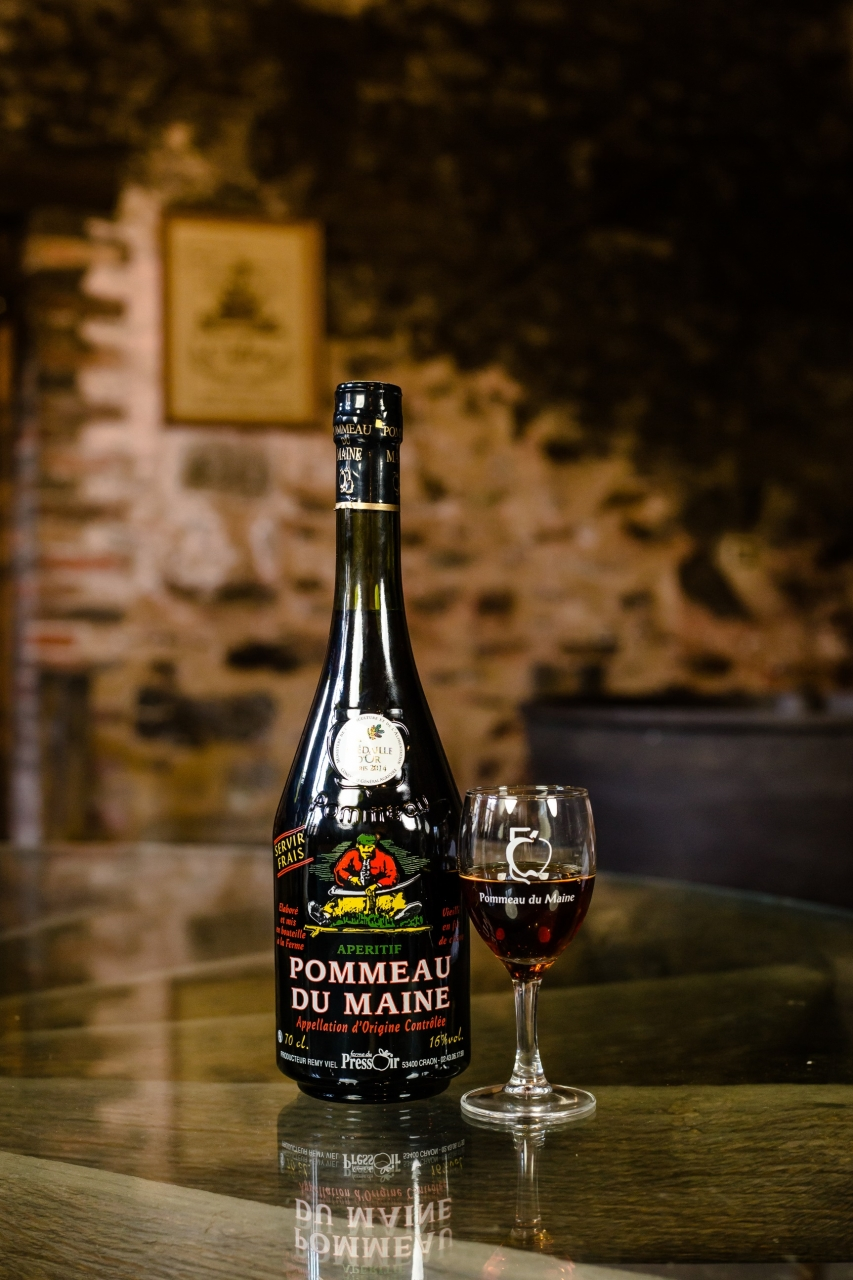
Une bouteille et un verre de Pommeau du Maine.

Le pommeau du Maine est un alcool apéritif de type mistelle obtenu par l’assemblage de cidre et de fine du Maine (eau-de-vie de pommes). Produit traditionnellement dans les fermes d'une partie du Bas-Maine et du nord du Haut-Anjou, ce pommeau est autorisé à la commercialisation depuis 1986, et reconnu par une Appellation d'origine contrôlée depuis 2009. Il est voisin du pommeau de Bretagne et du pommeau de Normandie.

## Historique
Les pommiers sont introduits dans la région dès l'époque romaine, mais jusqu'au Moyen Âge, le vin est la boisson la plus courante dans le Maine. Le climat est pourtant peu propice à la vigne. Au XIVe siècle, les pouvoirs publics font réduire la surface des vignes, afin de pouvoir cultiver davantage de céréales pour éviter les disettes alors récurrentes. En réservant également ces céréales à la confection de farine, les autorités découragent la production de cervoise. Le cidre s'impose peu à peu, et il profite de l'arrivée de nouvelles variétés de pommiers ibériques plus performantes. La distillation du cidre s'implante au XVIIe siècle dans l'Ouest de la France, puis l'octroi au XIXe siècle du privilège de bouilleur de cru aux fermiers encourage la production d'eaux-de-vie de cidre et de ses dérivés. Chaque ferme produit alors de l'eau-de-vie de cidre, consommée directement ou bien utilisée pour faire macérer des fruits, ou encore pour élaborer le pommeau, alors souvent dénommé « pinot ». À cause d'un décret de 1935 interdisant la commercialisation d'apéritifs dérivés du cidre, le pommeau du Maine ne peut être vendu. Dès 1946, des producteurs tentent de faire reconnaître la spécificité du pommeau, mais ce n'est qu'en 1986 qu'il est autorisé à la vente par décret. L'autorisation a été rendue possible par la campagne commune dans les années 1970 des producteurs bretons, normands et mainiots pour faire reconnaître le caractère traditionnel de la boisson. C'est d'ailleurs en 1972 que le « pommeau » a été ainsi baptisé, faisant disparaître des appellations locales multiples. Le pommeau du Maine est cependant le dernier des pommeaux à recevoir son AOP, le normand l'ayant reçu dès 1991 et le breton en 1997.

## Caractéristiques
On obtient le pommeau en mélangeant environ du moût de pommes et de la fine du Maine. Cette opération s'appelle le mutage, et permet de stopper la fermentation des pommes à cidre pressées. La fine en appellation d'origine contrôlée utilisé pour le mutage doit avoir été conservée dès la fin de la distillation sous bois de chêne au moins douze mois et doit avoir un volume d'alcool d'au moins 65 % lors de son mutage. Le pommeau acquiert ensuite progressivement sa couleur ambrée et son arôme au contact du bois du tonneau où il vieillit quatorze mois minimum. Il titre entre 16 et 18 % vol.